# Lamprotornis caudatus
Lamprotornis caudatus е вид птица от семейство Скорецови (Sturnidae).

## Разпространение
Видът е разпространен в Бенин, Буркина Фасо, Гамбия, Гана, Гвинея, Гвинея-Бисау, Камерун, Кот д'Ивоар, Либерия, Мали, Мавритания, Нигер, Нигерия, Сенегал, Судан, Того, Централноафриканската република, Чад и Южен Судан.